# Commissione Storica Baltica
La Commissione Storica Baltica è un'associazione culturale di storici e accademici che si occupa di raccogliere, digitalizzare e pubblicare documenti relativi alla storia dei tre Paesi baltici.
Fu fondata a Gottinga nel 1951, a seguito di una serie di convegni degli storici baltici svoltisi a partire dal 1947 in questa città.

L'archivio storico e documentale della Commissione è conservato presso l'Herder Institute di Marburgo.

## Composizione
La Commissione è formata da 105 membri di cui 60 regolari, 40 corrispondenti e 5 onorari. I membri corrispondenti provengono principalmente da Estonia, Lettonia e Lituania.
Il primo presidente della Commissione Storica del Baltico fu Reinhard Wittram. I presidenti successivi furono:
- Georg von Rauch (nel 1973),
- Gert von Pistohlkors (nel '79),
- Matthias Thumser, a partire dal 2007. Il vicepresidente attuale è Karsten Brüggemann, storico tedesco e docente all'Università di Tallinn.

## Pubblicazioni
La Commissione storica del Baltico pubblica le seguenti tre riviste:
- Quellen und Studien zur baltischen Geschichte. ("Fonti e studi sulla storia del Baltico"), pubblicata a Colonia / Weimar / Vienna Böhlau dal 1973 (ISSN 0930-9020), a cura di Karsten Brüggemann, Matthias Thumser e Ralph Tuchtenhagen;
- Schriften der Baltischen Historischen Kommission ("Scritti della Commissione storica del Baltico"), Berlino / Münster: Lit-Verlag dal gennaio del 1989, fino al 2001, a cura di Stefan Donecker, Matthias Thumser e Ralph Tuchtenhagen;
- Das Baltikum in Geschichte und Gegenwart ("Il Baltico fra passato e presente"), a cura di Michael Garleff e Paul Kaegbein.

La Commissione, inoltre, concorre alla pubblicazione della rivista Research on Baltic History e nel proprio sito ufficiale propone alcune pubblicazioni gratuite, quali: il Dizionario giuridico dei Paesi Baltici e, dal 2012, il Baltisches biografisches Lexikon digital (BBLD)  ("Dizionario biografico baltico digitale "). Quest'ultimo contiene 3.600 brevi schede biografiche di altrettanti tedeschi del Baltico, basate sulla versione digitalizzata del Deutschbaltisches Biographisches Lexikon 1710-1960, pubblicato per la prima volta a Colonia nel 1970 Fra i progetti aperti, vi è quello di ampliare il dizionario biografico con personalità native dei Paesi baltici, non di origine germanica.